# Абдулла, Пашанг
Пашанг Абдулла (швед. Pashang Abdulla, араб. باشانغ عبدالله‎; род. 29 мая 1994, Эрбиль) — иракский и шведский футболист, нападающий национальной сборной Ирака.

## Клубная карьера
В начале своей карьеры выступал за ряд стокгольмских клубов. Перед сезоном 2019 года присоединился к «Карлбергу». В его составе в 24 матчах забил 26 мячей, став лучшим бомбардиром второго дивизиона в зоне «Норра Свеаланд». В феврале 2020 года перешёл в «Соллентуна», с которой заключил контракт до конца года. Проведя всего одну игру в кубке страны в марте того же года перешёл в «Ханнинге». Из-за травм провёл за клуб 14 игр и по окончании контракта покинул команду.
В январе 2021 года перешёл в «Питео», с которым подписал свой первый профессиональный контракт. По итогам сезона забил 20 мячей в 30 матчах первого дивизиона и стал лучшим бомбардиром. 15 января 2022 года стал игроком «Далькурда», по итогам предыдущего сезона вышедшего в Суперэттан. В начале 2023 года присоединился к «Йёнчёпингс Сёдре».
7 июля 2023 года перешёл в «Дегерфорс», с которым подписал контракт, рассчитанный на два с половиной года. 15 июля дебютировал в его составе в чемпионате Швеции в матче с «Сириусом», появившись на поле в стартовом составе. По итогам сезона «Дегерфорс» занял предпоследнюю строчку в турнирной таблице и вылетел в Суперэттан. В мае 2024 года по обоюдному согласию расторг контракт с клубом.

## Карьера в сборной
В 2023 году получил иракское гражданство. В июне того же года был вызван в состав национальную сборную Ирака на тренировочный сбор в Испании. В её составе дебютировал 16 июня в товарищеской встрече с Колумбией, выйдя на поле в стартовом составе.

## Статистика в сборной
| Матчи и голы Пашанга Абдуллы за национальную сборную Ирака | Матчи и голы Пашанга Абдуллы за национальную сборную Ирака | Матчи и голы Пашанга Абдуллы за национальную сборную Ирака | Матчи и голы Пашанга Абдуллы за национальную сборную Ирака | Матчи и голы Пашанга Абдуллы за национальную сборную Ирака | Матчи и голы Пашанга Абдуллы за национальную сборную Ирака |
| №                                                          | Дата                                                       | Оппонент                                                   | Счёт                                                       | Голы                                                       | Соревнование                                               |
| ---------------------------------------------------------- | ---------------------------------------------------------- | ---------------------------------------------------------- | ---------------------------------------------------------- | ---------------------------------------------------------- | ---------------------------------------------------------- |
| 1                                                          | 16 июня 2023                                               | Колумбия                                                   | 0:1                                                        | 0                                                          | Товарищеский матч                                          |
| 2                                                          | 10 сентября 2023                                           | Таиланд                                                    | 2:2 (5:4 пен.)                                             | 0                                                          | Товарищеский матч                                          |
| 3                                                          | 21 ноября 2023                                             | Вьетнам                                                    | 1:0                                                        | 0                                                          | Отборочные матчи ЧМ-2026                                   |

Итого:3 матча и 0 голов; 2 победы, 0 ничьих, 1 поражение.